# Satak
Satak is een bestuurslaag in het regentschap Kediri van de provincie Oost-Java, Indonesië. Satak telt 3142 inwoners (volkstelling 2010).